# Javno zagovaranje
Javno zagovaranje se može definisati kao praktična upotreba znanja u svrhe socijalnih promena. Ove promene mogu biti usmerene ka državnim politikama, zakonima, procedurama ili ponekad prema nama samima. Javno zagovaranje je, dakle, čin davanja podrške nekom pitanju i uveravanje onoga ko je nosilac moći da treba delovati i podržati pitanje koje se zagovara. Javno zagovaranje je proces, a ne jednosmerna aktivnost. Javno zagovaranje je svrsishodan proces usmeren ka postizanju specifičnih rezultata.

## Definisanje javnog zagovaranja
U najširem smislu, javno zagovaranje se može definisati kao pokušaj uticaja neformalnih aktera na definisanje problema i mogućih rešenja prema donosiocima odluka radi ostvarivanja određene i unapred definisane promene. Ono predstavlja pokušaj posrednog uticaja kojim se želi da se aktivno podrži neka ideja ili neka grupa/pojedinac i da se ubede drugi ljudi u značaj nečije ideje i predloženog rešenja. Na taj način, svaka javna kampanja koja kao svoj konačni cilj, odnosno rezultat ima donošenje neke odluke, može se smatrati kampanjom javnog zagovaranja.

## Tipovi i vrste javnog zagovaranja
Važno je prepoznati razliku između različitih vrsta kampanja koje u okruženju primećuju. One se, pre svega, razlikuju po ciljevima i ciljnim grupama na koje su usmerene. Tu se prepoznaju kampanje koje za cilj imaju podizanje vidljivosti neke teme, promene svesti o problemima i, na kraju, promene ponašanja. Sa druge strane, često se u javnosti mogu videti različite humanitarne kampanje koje imaju prizvuk kampanja javnog zagovaranja, ali one po svojoj suštini to nisu, jer su pre svega kratkoročne i usmerene na rešavanje određenog problema.
Zagovaranje često obuhvata i konkretno lobiranje kod donosioca odluka. Lobiranje je složen i osetljiv zadatak i mora mu se pristupiti veoma spremno.
Lobiranje je engleska riječ (engl. lobbying). U anglo-saksonskoj tradiciji ova reč znači predvorje Donjeg doma Parlamenta. U tom predvorju su oni koji su hteli da se neko pitanje reši u njihovu korist čekali parlamentarce/ke i uticali na njih (tj. lobirali).
Dakle, lobiranje je pojam koji uključuje aktivnosti uticaja na donosioce odluka, kako političkih, tako i svih za koje su zajednica ili pojedinci/ke zainteresovani. Lobiranje je ciljana aktivnost i uglavnom se sastoji od direktnog uticaja na donosioce i donositeljke odluka.
Lokalne politike su strateški dokumenti kojima zajednica određuje pravac i ciljeve svog rada u nekoj oblasti u određenom vremenskom periodu, npr. strategija razvojna lokane zajednice ili strategije socijalne/zdravstvene zaštite, očuvanja životne sredine, zapošljavanja, povratka mladih i sl. Na osnovu ovih dokumenata kreiraju se lokalni planovi akcija da bi se ciljana promena postigla.

## Alati i modeli
Javno zastupanje veoma je retko uredan i linearan proces. Neke od najuspešnijih mreža javnog zastupanja funkcionišu prilagođavajući se prilikama u haotičnom okruženju. Sposobnost da se iskoristi povoljna prilika i pokrene proces ne umanjuje značaj pravovremenog i brižljivog planiranja.
1. Tema: Proces javnog zastupanja obično počinje uočavanjem i definisanjem teme (prevod engleske reči issue koja obuhvata pojmove: problem, sporno pitanje, sporna tačka, predmet spora) u vezi sa kojom će biti promovisana promena politike. Tema treba da bude fokusirana, jasna i široko prihvaćena od strane grupe koja pokreće proces javnog zastupanja.
2. Cilj i zadaci: Potom je potrebno postaviti cilj i zadatke javnog zastupanja. Cilj je opšta izjava o tome šta se srednjoročno ili dugoročno želi postići, vizija promene ili rezultata. Zadaci opisuju kratkoročna, određena, ostvarljiva i merljiva postignuća vezana za temu, koja će doprineti ostvarenju cilja.
3. Ciljna grupa: Sledeći korak je prepoznati ciljanu publiku - ključne donosioce odluka koji imaju moć i autoritet da sprovedu željenu promenu politike za utvrđenu temu, kao i one koji mogu na njih uticati. Treba imati na umu druge NVO, ali i tvorce politika, donatore, javne ličnosti.
4. Poruka: Zatim treba razviti ubedljivu poruku, krojenu prema interesima političke publike. Poruka treba argumentovano da definiše problem zbog kojeg je pokrenuto javno zastupanje, ponudi novo rešenje i navede na akciju. Bez jasne poruke, javno zagovaranje nema nikakve šanse da uspe.
5. Kanali komunikacije: Da bi poruka javnog zastupanja doprla do ciljane publike, potrebni su odgovarajući kanali komunikacije. To uključuje: konferencije za medije, paket sa kratkim važnim informacijama, javnu debatu, konferenciju za kreatore politike, panel diskusije, intervjue, flajere i druge kanale komunikacije.
6. Baza podrške: Sledeći korak je proširivanje baze podrške izgradnjom savezništva sa drugim članovima civilnog društva: grupe, pojedinci ili organizacije koji imaju isto mišljenje i voljni su da podrže temu. Javno zagovaranje je grupni poduhvat, i zbog toga se ulazi u mreže i koalicije.
7. Prikupljanje sredstava: Kada je definisano zašto, šta, kako i sa kim se pokreće proces javnog zastupanja, treba planirati i sa čim. Prikupljanje sredstava podrazumeva mobilisanje svih raspoloživih resursa (znanje, veštine, novac, oprema, prostor, materijali, volonteri…) neophodnih za ostvarenje zadatka.
8. Izrada akcionog plana: Konačno, primenu strategije javnog zastupanja treba detaljno razraditi izradom akcionog plana (ko, šta, kada, gde …). On će pomaže da se jasno vidi šta je sve planirano kao deo javnog zagovaranja, ali i da se zna na šta će uticati nepredviđeni događaji i kako se može sa tim nositi. Samo sprovođenje akcionog plana mora biti fleksibilno i u odnosu na vremenski okvir i na postavljeni zadatak.
9. Prikupljanje podataka i analiza informacija je neophodan osnov za svaki navedeni korak u procesu javnog zastupanja, od izbora važne teme, traženja rešenja, pronalaženja istomišljenika, istraživanja pozicija političke publike, prikupljanja sredstava, planiranja primene, praćenja rezultata i procene uspeha. Iako je na devetom mestu, u stvarnosti to nije samo jedan korak, već kontinuirani proces bez kojeg je nemoguće sprovesti bilo kakvu kampanju javnog zastupanja.
10. Nadgledanje i ocena uspešnosti se, takođe, odvijaju tokom čitavog procesa javnog zastupanja. Pre preduzimanja kampanje javnog zastupanja, važno je odlučiti ko će i kako pratiti plan primene, oceniti uspešnost ili meriti rezultate. Treba realno proceniti koliki stepen promene se može očekivati u politici, programima ili finansiranju, kao rezultat svih napora? Preciznije rečeno, šta će biti drugačije nakon završetka kampanje javnog zastupanja? Kako ćete znati da se situacija promenila?

Redosled koraka treba uzeti uslovno. Kada se jednom uoči problem, definiše se kao tema i postavljaju ciljevi i zadaci, ostali koraci će se međusobno preplitati, ponavljati, ići paralelno. Na neke korake se iznova vraća kada na to budu upućivali procesi prikupljanja podatka, nadgledanja i procenjivanja koji se odvijaju sve vreme. Treba imati na umu da nisu uvek u prilici da se prati redosled koraka procesa prema modelu na papiru. Svejedno, sistematsko razumevanje procesa javnog zastupanja će pomoći da dobro planiramo, efikasno koristimo sredstva, obezbedimo podršku i ostanemo usredsređeni na konačni cilj.

## Spoljašnje veze
- Javno zagovaranje Beogradske otvorene škole
- Javno zagvoaranje u Narodnoj skupštini Republike Srbije